# Forma di Killing
In matematica, la forma di Killing è una forma bilineare simmetrica che svolge un ruolo fondamentale nella teoria delle algebre di Lie e in quella dei gruppi di Lie. Prende il nome da Wilhelm Killing, che per primo ne diede menzione. Il primo a introdurla nella teoria delle algebre di Lie è stato Élie Cartan.

## Definizione
Sia {\displaystyle {\mathfrak {g}}} un'algebra di Lie di dimensione finita su un campo {\displaystyle K}. Ogni elemento {\displaystyle x} di {\displaystyle {\mathfrak {g}}} definisce l'endomorfismo aggiunto {\displaystyle {\textrm {ad}}(x)}, definito come
{\displaystyle {\textrm {ad}}(x)(y):=[x,y].}
Poiché {\displaystyle {\mathfrak {g}}} è di dimensione finita, la traccia della composizione di due endomorfismi è una forma bilineare simmetrica. La forma di killing {\displaystyle B(x,y)} su {\displaystyle {\mathfrak {g}}} è quindi definita come
{\displaystyle B(x,y):={\textrm {Tr}}({\textrm {ad}}(x){\textrm {ad}}(y)).}